# Our Town
Pour les articles homonymes, voir Our Town (homonymie).
Our Town (en français Notre petite ville) est une pièce de théâtre en trois actes, écrite par le dramaturge américain Thornton Wilder en 1938. Elle a reçu le prix Pulitzer.
L'action se déroule dans la petite communauté fictive de Grover's Corners, créée d'après les petits villages du New Hampshire dans la région du mont Monadnock : Jaffrey, Peterborough, Dublin, et autres. En utilisant des dispositifs méta-théâtraux, la pièce est présentée dans un théâtre des années 1930. À travers les actions du Stage Manager, la ville de Grover's Corners est créée pour l'auditoire et les scènes de son histoire entre les années 1901 et 1913. Wilder a vécu dans la colonie MacDowell de Peterborough en juin 1937, où il a travaillé à sa pièce.

## Résumé
Dans toute la pièce, le régisseur conduit l'histoire comme écrite, répond aux questions de l'assistance, décrivant les endroits et faisant des observations au sujet du monde qu'il crée pour l'assistance. Cet « homme de la situation » joue également quelques rôles différents (un prêcheur, le propriétaire d'un magasin de soda, une dame âgée).

### Acte I: Vie quotidienne
La pièce commence par le régisseur qui fournit une description de la ville. Après les scènes dans les maisons Gibbs et Webb, les deux familles préparent leurs enfants pour l'école. Le régisseur guide alors l’assistance dans la vie de la ville durant une journée. Le professeur Willard, un historien local, et M. Webb, le rédacteur du journal de Grover's Corners, parlent également de la ville. Après une scène dans l'église, Mme Webb, Mme Gibbs, et Mme Soames discutent de Simon Stimson. Stimson est l'organiste de l'église et a une réputation d’ivrogne. En raison de sa nature non conforme, il est souvent le sujet de discussion de la ville. Bien qu’ayant un rôle relativement petit, Stimson est la voix de Wilder pour certaines de ses pensées les plus sombres sur l'humanité. L'acte inclut également une scène dans laquelle George et Emily discutent de l'école et l'accord d’Emily d'aider George avec ses devoirs annonce une future relation. Également, la jeune sœur de George, Rebecca, parle de la lune et de la façon dont il pourrait devenir plus proche et montre donc que c'est une fille vraiment curieuse. Le sujet abordé sur la vie quotidienne dans tout cet acte stéréotype permet de voir la famille américaine typique.

### Acte II: Amour et mariage
Trois ans passent, et George et Emily annoncent leurs plans de mariage. La journée, remplie d’évènements, finit avec la visite de George à la maison familiale des Webb. Là, il rencontre M. Webb, qui dit à George une devise de son propre père pour le conseiller : de traiter son épouse comme sa propriété et de ne jamais la respecter. M. Webb continue et lui dit qu'il a fait l'exact contraire de la devise de son père et qu’il a été heureux depuis. M. Webb conclut en disant à George de ne jamais tenir compte du conseil de n'importe qui est de cette nature. Ici, le régisseur interrompt la scène et fait un bond dans le passé pour voir comment Georges et Emily ont su qu'ils étaient faits l'un pour l'autre. Autour d'une crème glacée, Emily attaque George sur sa fierté, et ils discutent du futur et leur amour l'un pour l'autre. Retour dans le présent, le mariage suit, où George, dans un élan de nervosité, dit à sa mère qu'il n'est pas prêt à se marier. Emily, aussi, parle à son père de son inquiétude au sujet du mariage. Cependant, ils se remettent de leur nervosité passagère et George et Emily vont sur l’autel où ils sont mariés par le prêtre, joué par le régisseur.

### Acte III: Mort
C’est à la fin de l’histoire que les tragédies commencent. Emily meurt tout en donnant naissance à son deuxième enfant, qui survit. Après l’enterrement d’Emily, le fantôme d'Emily retrouve les morts du village, dont Mme Gibbs et Simon Stinson, et apprend qu'il est possible de revivre une journée de son passé auprès des vivants. Les morts lui déconseillent, mais elle s'obstine. Elle retourne à son 12e anniversaire et réalise combien la vie devrait être vécue minute par minute. Déçue, elle retourne alors dans sa tombe. Le régisseur clôt la pièce.

## Personnages

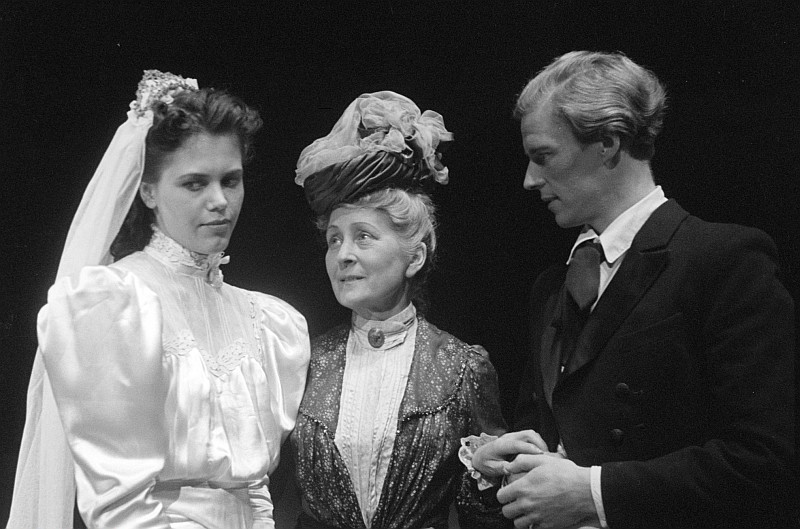
Mise en scène de 1945 au Deutsches Theater de Berlin (photo d'Abraham Pisarek).

Personnages principaux
- Le Régisseur
- Mme Martha Webb
- M. Charles Webb
- George Gibbs
- Emily Webb
- Mme Julia Gibbs
- Dr Frank F. Gibbs
- Simon Stimson

Personnages secondaires
| - Joe Crowell - Howard Newsome - Rebecca Gibbs - Wally Webb - Professeur Willard - Une femme dans l'Auditorium - Un homme dans l'Auditorium - Une autre femme dans l'Auditorium - Sid Crowell | - Mme Soames - Gendarme Warren - Trois joueurs de baseball - Joe Stoddard - Sam Craig - L'homme mort - La femme morte - M. Carter - Fermier McCarthy |

## Récompenses et nominations
Récompenses
- 1938 : Prix Pulitzer de l'œuvre théâtrale

## Adaptation
La pièce a été adaptée au cinéma en 1940 sous le titre Une petite ville sans histoire.
En France, elle a été adaptée pour la télévision dans une diffusion en direct le 3 mars 1959 par Jean Mauclair et réalisée par Marcel Bluwal. D'une durée de 1h58, la distribution de cette adaptation télévisuelle comprend principalement Jean-Pierre Marielle, Jean-Pierre Maurin, Jean Bellanger, Patrick Maurin / Patrick Dewaere, Roger Carel, Georges Géret et Maurice Chevit.